# 입증 책임 (철학)
입증 책임(라틴어: onus probandi, Onus probandi incumbit ei qui dicit, non ei qui negat – 입증 책임은 말하는 이에게 있지, 부정하는 이에게 있지 않다)은 분쟁의 당사자가 자신의 입장에 대한 유효한 보증을 제공하여야 하는 의무이다.

## 책임의 소지
양측이 토론 중에 있고 한 측이 상대측이 부정하는 주장을 내세울 때, 각별하게는 상대측이 그 주장에 이의를 제기하였을 때, 주장을 내세우는 한 측은 통상적으로 입증 책임을 가진다. 그것은 히친스의 면도날에도 명시되었다. 칼 세이건은 『특별한 주장을 하려면 특별한 증거가 필요하다. Extraordinary claims require extraordinary evidence』(ECREE)라는 아포리즘을 제안하였다.
삼단논법 같은 특정한 종류의 논증은 수학적인 증명 또는 엄격하게 논리적인 증명을 요구하지만, 입증 책임을 만족하게 하는 증거는 대개는 맥락 그리고 공동체의 보편과 관습에 의하여 결정지어진다.
철학의 토론은 그 어느 누군가가 특정한 주장에 대한 입증 책임을 가지었는지로 비화할 수 있다. 이것은 「입증 테니스」 또는 「책임 게임」이라고 묘사되어왔다.

## 응용

### 공개된 담론에서
입증 책임의 메커니즘은 담론에 참여한 모든 측이 적합한 논거를 들면서 생산적으로 참여할 수 있게 보장한다.

## 같이 보기
- 일견
- 입증책임
- 러셀의 찻주전자